# Comté de Beltrami
Pour les articles homonymes, voir Beltrami.
Le comté de Beltrami est un comté de l'État du Minnesota aux États-Unis. Il comptait 46 228 habitants au recensement de 2020 pour une superficie de 7 920 km2, dont 6 490 en terre ferme. Son chef-lieu est Bemidji.

## Zones protégées
- Blackduck State Forest